# Agylla metaxantha
Agylla metaxantha là một loài bướm đêm thuộc phân họ Arctiinae, họ Erebidae.